# Phaethon
Phaethon Linnaeus, 1758 è un genere di uccelli acquatici, unico genere della famiglia Phaethontidae e dell'ordine Phaethontiformes.

## Descrizione

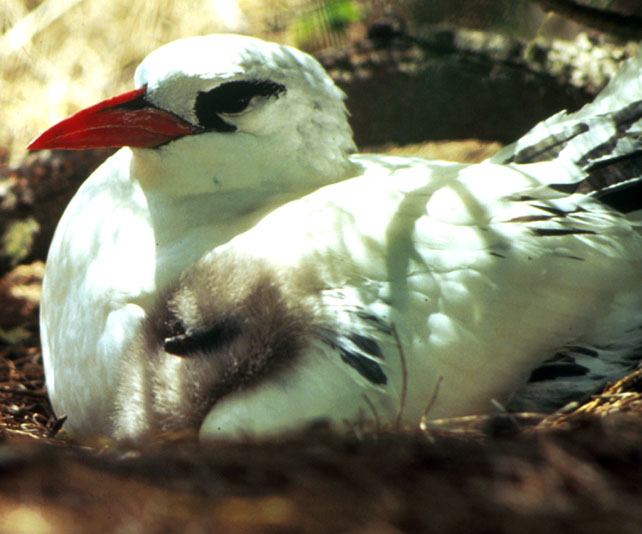
Fetonte codarossa

I fetonti possono misurare dai 76 cm ai 102 cm di lunghezza, e hanno un'apertura alare di 94–112 cm. Il piumaggio è prevalentemente bianco con le penne timoniere centrali della coda molto allungate. Le tre specie hanno differenti combinazioni di macchie nere sulla faccia, sul dorso e sulle ali. I becchi sono grossi, robusti e leggermente incurvati, con colori che vanno dal rosso acceso al giallo. Hanno grandi teste e colli corti e massicci. I piedi sono palmati; le zampe sono poste molto indietro nel corpo, tanto da rendere loro impossibile camminare: se devono spostarsi sul terreno sono costretti a strisciare spingendosi avanti con i piedi.

## Biologia

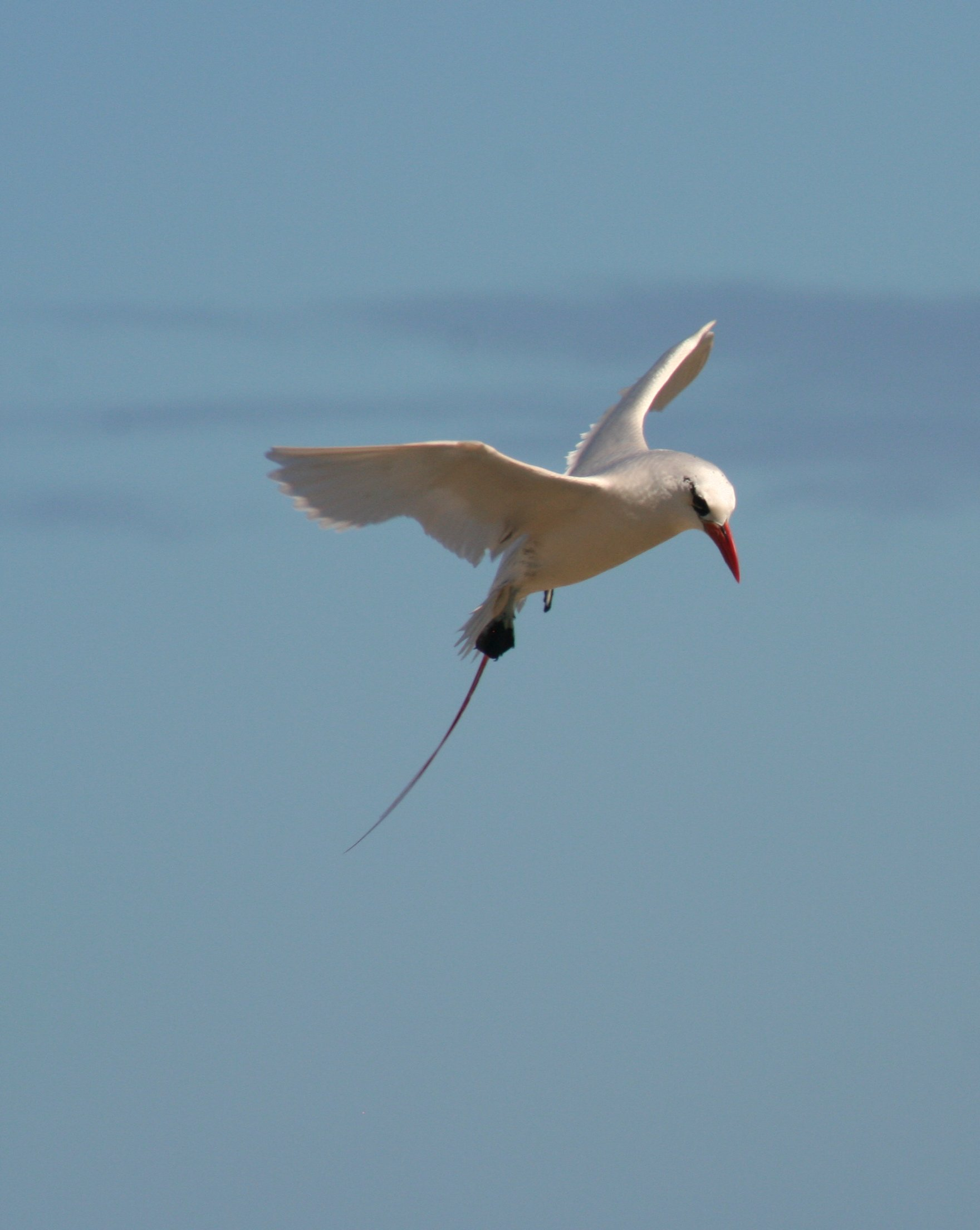
Fetonte codarossa in volo

I fetonti, lontani dal colonie riproduttive, sono in genere uccelli solitari o che si spostano in coppia. Durante il periodo riproduzione i fetonti si esibiscono in spettacolari evoluzioni di corteggiamento. Per parecchi minuti, gruppi di 2-20 individui volano l'uno attorno agli altri in grandi circoli verticali, facendo ondeggiare da parte a parte le lunghe penne della coda. Se alla femmina piace la presentazione si accoppierà con il maschio nel suo futuro nido. Occasionalmente capitano liti tra maschi per la difesa della partner e del nido. Esso è in genere una buca o una crepa su terreno spoglio, dove la femmina depone un uovo bianco chiazzato di bruno. Il periodo d'incubazione è di 40-46 giorni, nei quali entrambi i genitori si alternano alla cova, anche se è la femmina ad occuparsene maggiormente. Il maschio invece si occupa di portare il cibo per nutrire la femmina al nido.
Il pulcino nasce con un piumino grigio. Viene lasciato solo al nido mentre i genitori cercano il cibo e viene nutrito due volte ogni tre giorni fino alla comparsa delle penne, che avviene dopo 12-13 settimane dalla schiusa. I giovani inizialmente non sono in grado di volare e galleggiano sull'oceano per parecchi giorni per perdere peso prima del primo volo. I pulcini hanno una crescita relativamente lenta se comparata ad altri uccelli marini e tendono ad accumulare grasso mentre sono giovani. Questo, insieme al fatto che la nidiata è composta da un solo uovo, sembra essere un adattamento allo stile di vita pelagico dove il cibo è spesso raccolto in grandi quantità, ma è anche difficile da trovare.
I fetonti si nutrono di pesci e molluschi, soprattutto pesci volanti e calamari.
Il tipico verso è un fischio alto, acuto, stridulo ma dissonante, o una specie di scoppiettio. Vengono mandati spesso in rapida serie durante le evoluzioni di corteggiamento nelle colonie.

## Sistematica

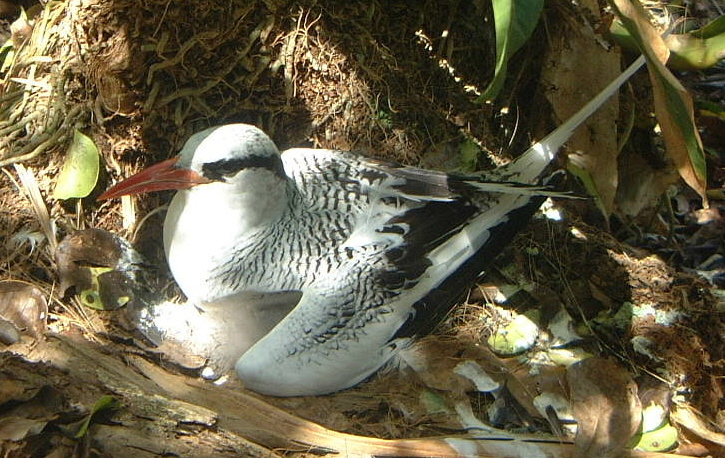
Fetonte beccorosso

Precedentemente i fetonti erano classificati tra i Pelecaniformi, in seguito la tassonomia di Sibley-Ahlquist li posizionava tra i Ciconiiformi. Le recenti ricerche tuttavia hanno dimostrato che i fetonti e la famiglia preistorica Prophaethontidae non erano imparentati con nessuno degli ordini precedenti, per cui essi sono stati separati nel nuovo ordine dei Phaethontiformes, lontanamente imparentati con i Procellariiformes.
Il Congresso ornitologico internazionale (aprile 2012) riconosce le seguenti specie:
- Phaethon aethereus Linnaeus, 1758 - fetonte beccorosso
- Phaethon rubricauda Boddaert, 1783 - fetonte codarossa
- Phaethon lepturus Daudin, 1802 - fetonte codabianca o fetonte beccogiallo

## Distribuzione
Le tre specie di fetonti abitano tutte le zone tropicali degli oceani. In particolare il fetonte beccorosso frequenta l'oceano Atlantico, l'oceano Indiano e l'oceano Pacifico orientale; il fetonte codarossa vive nell'oceano Indiano e nel Pacifico occidentale e centrale; il fetonte codabianca infine abita tutti e tre gli oceani ad eccezione del Pacifico orientale.